# Octaviano Olympio
Octaviano Olympio (* 1860; † 1940) war der Anführer der Bürger von Lomé (Togo).

## Leben
Octaviano Olympio war der Sohn von Francisco Olympio Silva, einem Sklavenhändler aus dem brasilianischen Bahia. Silva war 1850 im Alter von 17 Jahren nach Keta gekommen und dann nach Porto Seguro umgezogen. Danach legte er den Namen Silva ab und gründete ein Heim in Agoué. Ab 1865 wandelte er sich vom Sklavenhändler zum Pflanzer und normalen Händler. Seine Mutter war Constancia Talabi Pereira dos Santos, sie hatte noch sieben weitere Söhne von Silva.
Olympio wurde erst auf Portugiesisch von einem katholischen Priester unterrichtet, danach setzte er seine Ausbildung in Nigeria und London fort. In London lernte er Grundlagen des Handels. Danach arbeitete er für das britische Handelshaus A. and F. Swanzy.
In den frühen 1880er Jahren begann sich ein neues englisch dominiertes Handelszentrum an der afrikanischen Westküste zu etablieren, damals bekannt als Bucht von Bey oder Be, heute ein Ortsteil von Lomé. Olympio und sein Bruder Chico wurden von ihrer Firma A. and F. Swanzy ausgewählt, 1882 dort eine Außenstelle zu errichten. Während Chico 1886 starb, wurde Olympio ein erfolgreicher Händler. Er arbeitete nicht nur für Swanzy, sondern auch für seine Familie. Er erwarb Land an der Marktstraße direkt hinter den europäischen Handelshäusern und setzte seine zwei älteren Schwestern Clara und Julia als Verkäuferinnen ein. Er begründete einen Handel mit den Hausa aus Salaga, dem späteren Gebiet der Goldküste.
1884 errichteten die Deutschen die Kolonie Togo. Ihre Verwaltung war zuerst in Baguida, dann in Anecho und zuletzt 1897 in Lomé angesiedelt. 1887 nutzte Olympio seinen Einfluss auf den neuen deutschen Gouverneur Jesko von Puttkamer, um diesen dazu zu bewegen, auch das Kpalime-Gebiet zu kontrollieren und so einen ungestörten Handel mit Hausa aus Ghana treiben zu können. Es ist sehr wahrscheinlich, dass es ihm dabei um billige Arbeitskräfte, wenn nicht sogar verschleierte Sklaverei ging.
1889 errichtete er seine erste Kokosnussplantage im Nordwesten der Stadt auf 90 ha Land mit 12.000 Palmen. Er war der erste Togoer, der aus seinen Kokosnüssen Kopra herstellte und exportierte. Er errichtete die erste und lange Zeit einzige Ziegelei von Lomé, die er mit Resten der Kopra-Herstellung befeuerte.
1892 war Olympio der prominenteste Bürger Lomés. Er hieß katholische Steyler Missionare willkommen und bat sie sofort, eine Schule zu eröffnen. In der gleichen Zeit trennte er sich von den Swanzy-Brüdern, bekam aber von ihnen noch einen Kredit, um sein Geschäft zu erweitern. 1903 hatte er eine Herde von 150 Rindern.
Zwischen 1909 und 1913 verdoppelte er sein Einkommen von rund 9.000 auf 21.000  Reichsmark jährlich. Er investierte das meiste seines Vermögens in Ländereien und diversifizierte es. 1914 wurde der Wert seiner Ländereien auf 750.000–1.000.000 Mark geschätzt. In der gleichen Zeit gingen unter den harschen deutschen Bestimmungen, wie hohen Import- und Exportzöllen, viele einheimische Händler unter. Die Deutschen waren sehr streng, sie peitschten 1891 sogar Olympio wegen Beleidigung aus. 1898 und im Folgejahr musste Olympio wegen Widerstand gegen die Steuerbehörden Strafen bezahlen. Diese Vorgehensweise bereiteten in Togo den ersten antikolonialistischen und nationalistischen Bestrebungen den Boden, die Olympio später anführte.
1909 richteten Olympio und Andreas Aku, ein Lehrer, Pastor und späterer Leiter der Ewe-Kirche, eine Petition an den deutschen Gouverneur Graf Julius von Zech. Sie forderten Gleichbehandlung für die Eingeborenen, Verbote eines vorläufigen Arrestes in Zivilrechtsstreitigkeiten, sowie die Möglichkeit, anstelle von Barvermögen auch Land als Kaution vor Gericht zu hinterlegen. In seinem Bericht an die Kolonialverwaltung des Deutschen Reiches befand Zech diese Forderungen als zu revolutionär, obwohl er die Petenten als loyale Deutsche darstellte. Seine deutschsprachige Antwort an Olympio hingegen war rassistisch begründet, dass Weiße den Schwarzen überlegen wären und deshalb anders behandelt werden müssten. Vier Jahre später, 1913, verfassten die eingeborenen Bürger erneut eine Petition, wieder war Olympios Unterschrift zuoberst. Diesmal war sie auf Deutsch verfasst und wurde an Wilhelm Solf gerichtet, den Leiter des Reichskolonialamtes. Olympio und siebzehn andere wurden daraufhin eingesperrt.
Mit dem Beginn des Ersten Weltkrieges zogen sich die Deutschen aus Togo zurück. Die Kolonie fiel zunächst an die Briten, welche sehr willkommen waren und die Einheimischen wieder zu Wohlstand kommen ließen. Olympio bestürmte das britische Außenministerium, britische Zeitungen und den Völkerbund während der Friedensverhandlungen am Ende des Weltkrieges mit Telegrammen und Eingaben, um den Einheimischen mehr Rechte zu verschaffen. Trotzdem kam Togo 1919 unter französischen Einfluss. Noch im Alter von 61 Jahren lernte er Französisch. 1922 errichteten die Franzosen einen Conseil des Notables (etwa „Rat der Namhaften“) in Lomé mit Olympio (bis 1935) als einem der ersten Mitglieder. Der Rat einheimischer Bürger durfte in Kolonialangelegenheiten beraten. Später wurde er auch Mitglied im Conseil d’administration.
1924 reiste Olympio nach London und Paris. Er starb 1940 im Alter von 81 Jahren.
Olympio hatte 24 Kinder von verschiedenen Frauen. Sein ältester Sohn, Agostinho, wurde Farmer und Chef de Canton in Agoue 1937. Sein Sohn Pedro war der erste europäisch ausgebildete Arzt in Togo. Sein jüngster Sohn Luciano (Lucien Bebi) wurde Generalstaatsanwalt am togoischen Obersten Gericht. Olympios Neffe Sylvanus Olympio war der erste Präsident von Togo.

## Ehrungen
- 1925: Chevalier du Mérite agricole
- 1927: Chevalier de la Légion d’honneur
- 1931: Officier du Mérite agricole

Quelle: